# Кацалхеви
Кацалхеви (груз. კაწალხევი) — село в Грузии, в муниципалитете Душети края Мцхета-Мтианети. 

## География
Село расположено в северной части края, в 47 километрах по прямой к северо-востоку от центра муниципалитета Душети. Высота центра — 1200 метров над уровнем моря.

## Население
По данным переписи населения 2014 года, в селе проживало 63 человека.
| Год  | Население | Мужчины | Женщины |
| ---- | --------- | ------- | ------- |
| 2002 | 79        | 42      | 37      |
| 2014 | 63        | 37      | 26      |